# شهداد
شَهداد یکی از شهرهای توابع بخش شهداد شهرستان کرمان در استان کرمان ایران است. این منطقه در ۸۷ کیلومتری (فاصله هوایی ۵۸ کیلومتر) شمال شرق شهر کرمان جای دارد. شهداد از جنوب غرب به مناطق کوهستانی و سردسیر سیرچ از شمال شرق به مناطق کویری و گردشگری بِکر کلوتهای شهداد و دریاچه جوان شهداد منتهی می‌شود. شهداد در گذشته مرکز ایالت آراتا بوده است و همچنین درفش شهداد کهن‌ترین پرچم فلزی یافت شده در ایران است که اکنون در موزه ملی ایران نگهداری می‌شود. در زبان فارسی شهداد به عنوان اسم پسرانه کاربرد دارد و به معنای داده‌ای از سمت شاه یا هدیه شاه است. اندوهجرد از جمله شهرهای بخش شهداد است که به شهر باغها معروف شده است. در نزدیکی شهداد مجموعه روستاهای کوچک زیادی وجود دارد که روی هم به دهستان تکاب معروف است و به داشتن محصول سیر بنفش رنگ مرغوب شهرت یافته‌اند. در این دهستان تعداد زیادی اقامتگاه بومگردی کویری پذیرای میهمانان و ایرانگرد و جهانگرد هستند ، شهر شهداد قرار است بزودی تبدیل به شهرستان شود. 

## تار

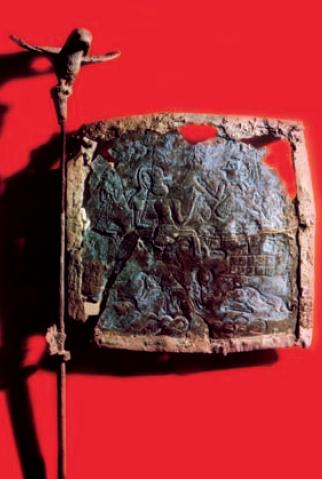
پرچم برنزی کشف شده در منطقه شهددیک کرمان، ایران

شهداد با نام تاریخی خبیص و جمعیت ۲۴۰۰۰ نفری، در ۷۰ کیلومتری شمال شرق کرمان، در حاشیه باختری لوت مرکزی قرار گرفته است و بزرگ‌ترین بخش استان کرمان به‌شمار می‌رود. شهر باستانی شهداد با دیرینگی ۶۰۰۰ ساله در سال ۱۳۴۷ خورشیدی توسط کاوشگران سازمان میراث فرهنگی ایران کشف شد. این محوطه به نام محوطه تاریخی، باستانی و صنعتی آراتا نام‌گذاری شده است. این ناحیه از کرمان، هیچگاه مورد توجه باستان شناسان نبود، زیرا تصور وجود تمدن باستانی در صحرای لوت غیرممکن بود. اولین هیئت کاوش در سالهای ۱۳۴۶ به سرپرستی دکتر احمد مستوفی- از مؤسسه جغرافیایی دانشگاه تهران – برای بررسی موقعیت جغرافیایی دشت لوت و اطراف آن وارد آنجا شدند و در حین اکتشافات خود «چاله تکاب» به تعدادی سفال برخورد کردند که قسمتی از آن‌ها از زمین بیرون و این آثار نشان از وجود تمدنی پیشرفته در این ناحیه بود.
گروهی از باستان شناسان، شهداد را کلیدی برای شناخت فعالیت‌های اجتماعی و فرهنگی تمام منطقه جنوب شرقی ایران در هزاره سوم ق. م می‌دانستند. عده‌ای هم آن را با شهر گمشده سومری آراتا منطبق می‌دانستند (آراتا: در گل نوشته سومری نام آراتا بسیار به کار رفته است. طبق متون سومری آراتا سرزمینی بود در شرق انشان. هانسمن انگلیسی، سرزمین انشان را همان فارس می‌داند و شهر سوخته واقع در استان سیستان و بلوچستان را شهر حماسی آراتا می‌دانست. نظریه‌ای شهداد را مرکز ایالت آراتا می‌داند که یکی از چند ایالات خود مختار امپراتوری عیلام به‌شمار می‌رفته و دارای اجتماعی شکل یافته و منسجم بود. علاوه بر حاکم و حکومت، دارای طبقات اجتماعی و اصناف بوده است.
کشف گورستان شهداد از مهم‌ترین اکتشافات باستان‌شناسی دوران معاصر است. از آنجاییکه پیشینیان، بنا بر اعتقادشان به اینکه بعد از مرگ در دنیایی دیگر محتاج آب و غذا و مسکن خواهند بود، تمامی متعلقات خود، از ظرف و لباس گرفته تا زیورآلات را با خود به گور می‌بردند. به علت جهت گردش خورشید گورستانهای شهداد اغلب شرقی، غربی هستند. ساکنان شهداد، از افراد بزرگ و سرشناس خود از جمله حکمرانان، کاهنان، مجسمه‌هایی می‌ساختند و پس از فوت آن‌ها در هنگام تدفین آن را با اشیای دیگر در گور جای می‌دادند. در بین مجسمه‌ها، تعداد زیادی مجسمه زن نیز وجود دارد. همچنین قدیمی‌ترین درفش فلزی کشف شده در جهان با عنوان درفش شهداد در این منطقه بوده است.

## جاذبه‌های گردشگری
از دیدنی‌های شهداد می‌توان به قلعه کهنه، قلعه رموک، قلعه چغوکی، قلعه بهرام، گورستان‌های باستانی، آب انبار حاج محمد تقی، کارگاه فلز کاری باستانی (محوطه باستانی شهداد)، آسیاب آبی، باغ شهرداری، باغ کشاورزی و امام زاده زید اشاره کرد.

شهداد
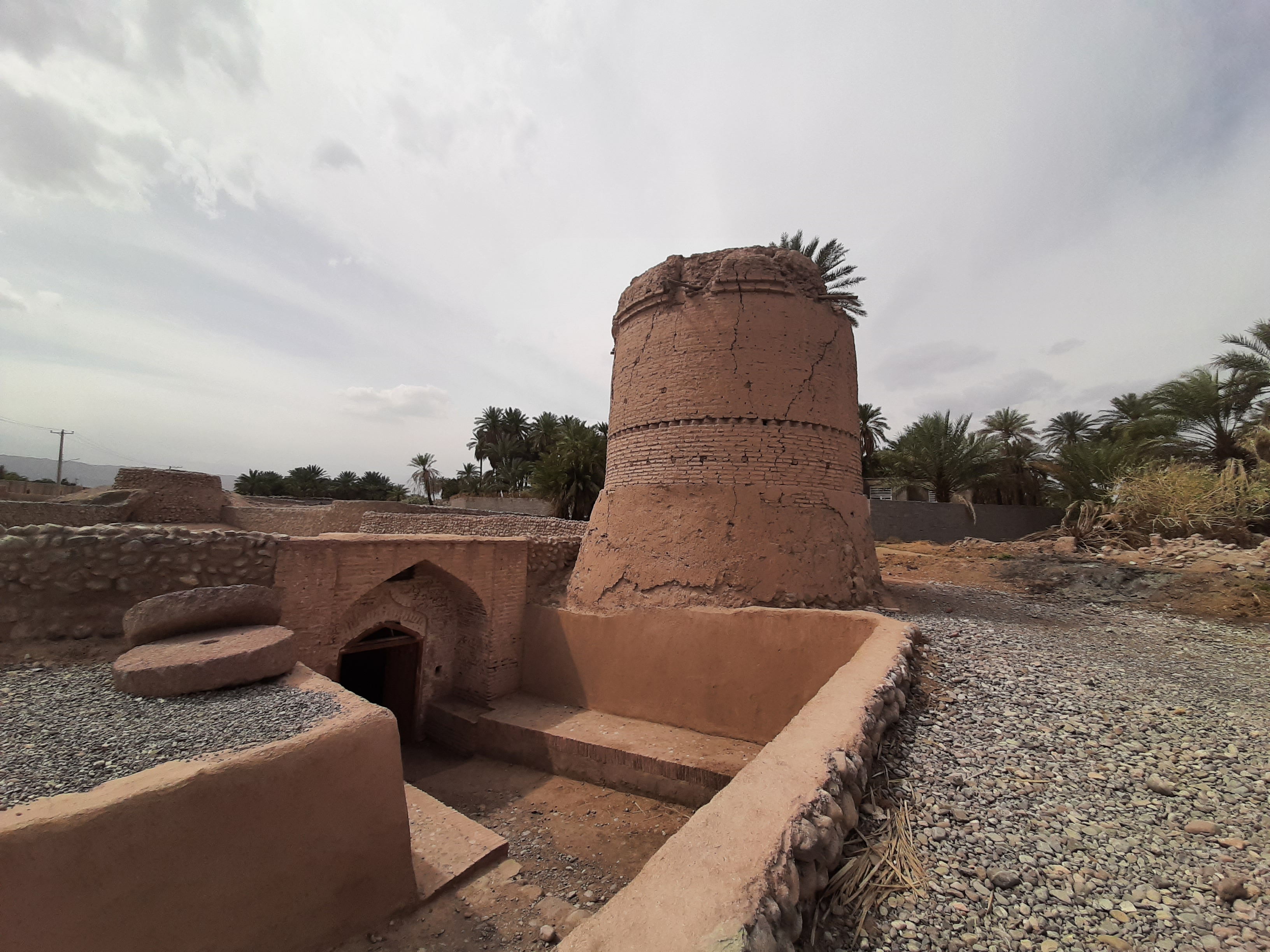
نمایی از آسیاب آبی شهداد
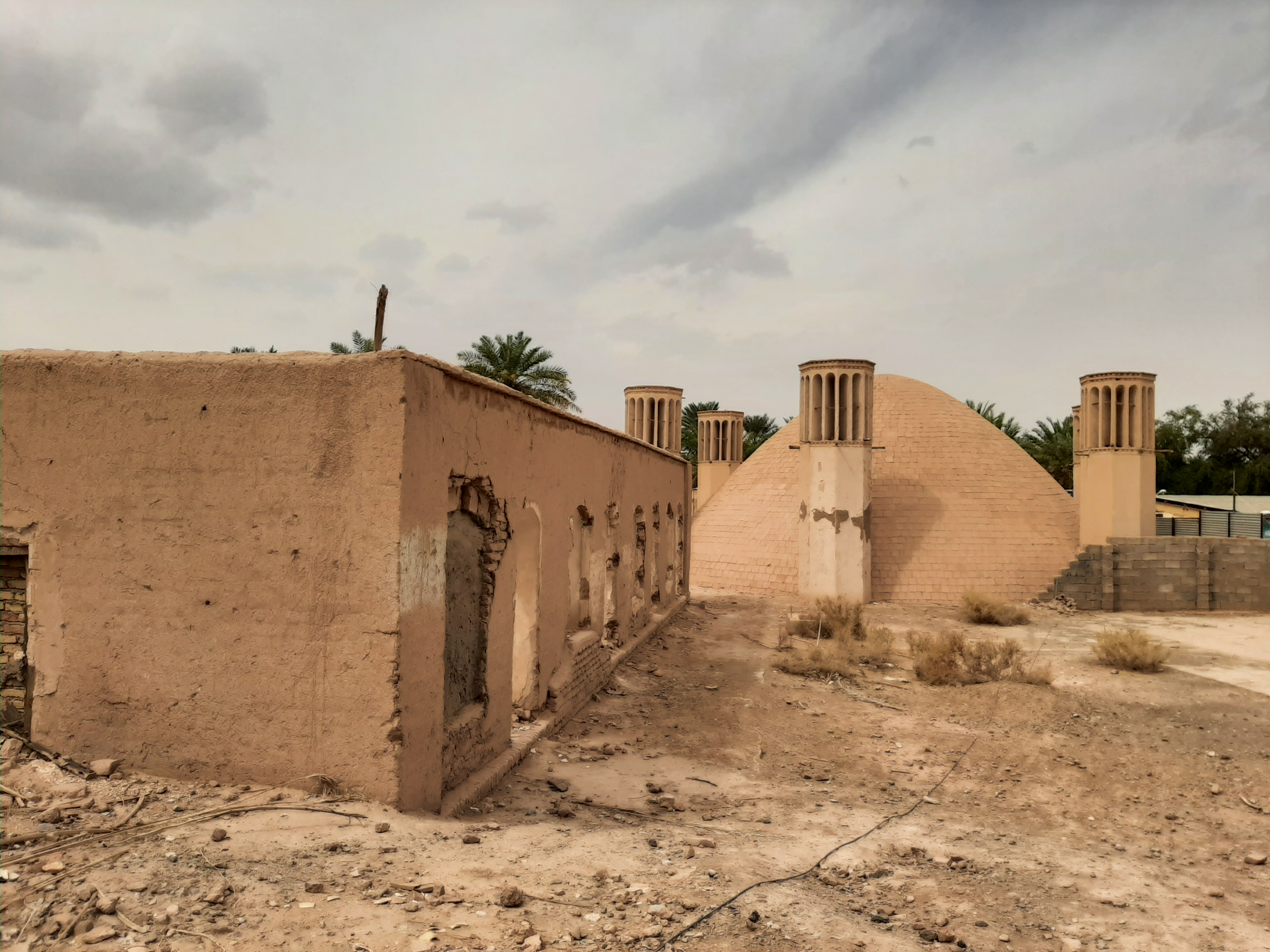
نمایی از آب انبار شهداد
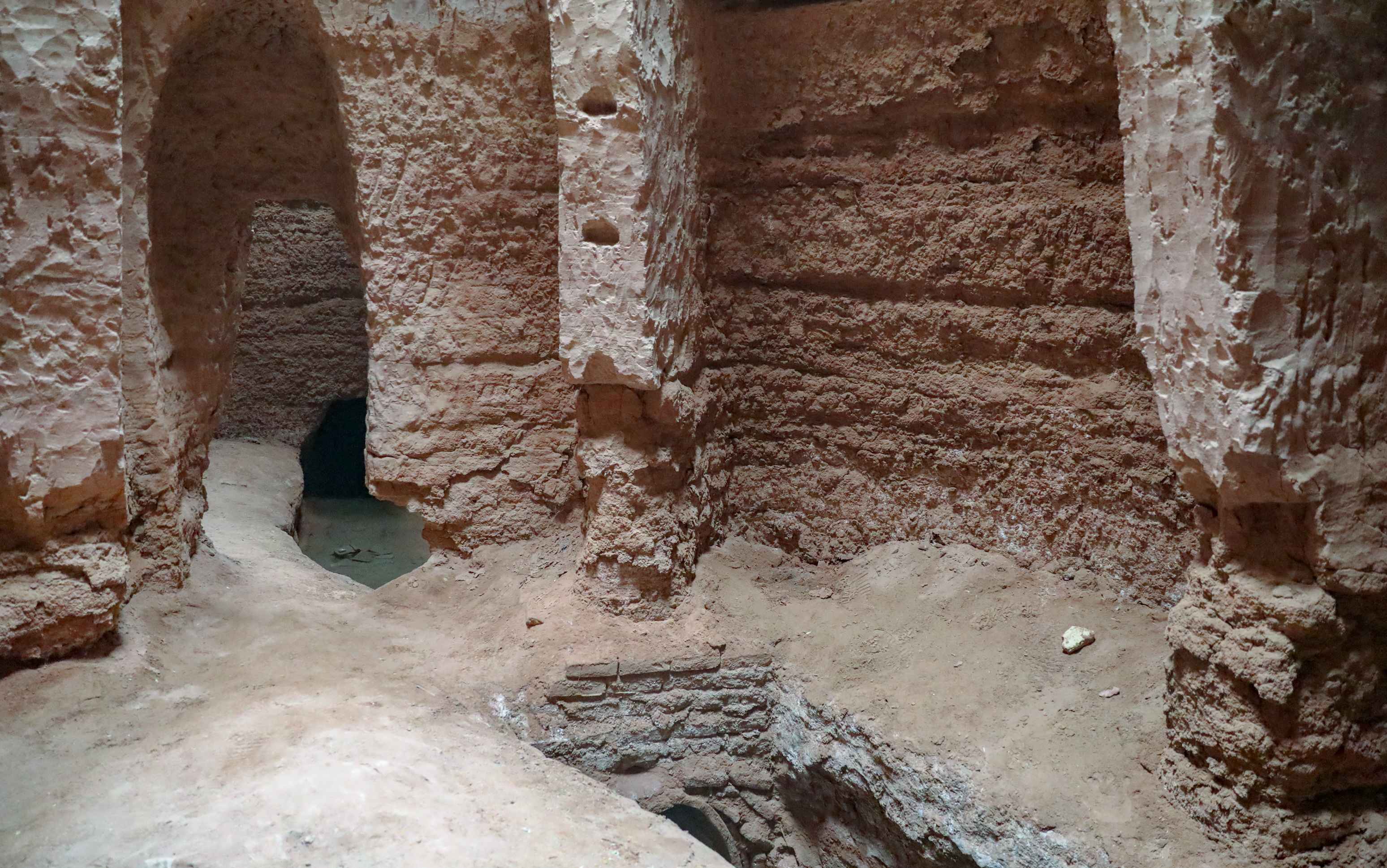
نمایی از داخل قنات شفیع‌آباد
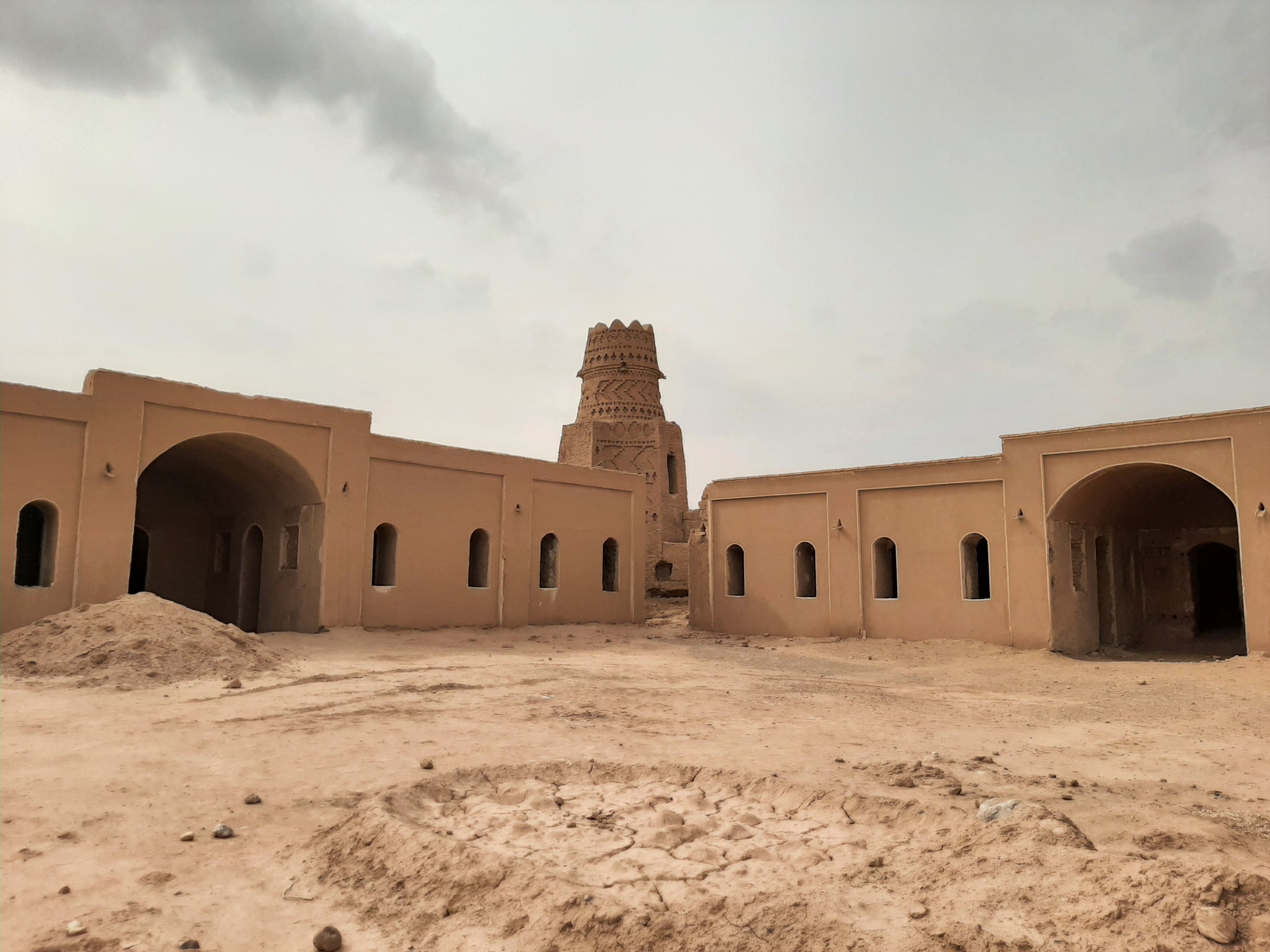
نمایی از برج و باروی کاروانسرای شفیع‌آباد
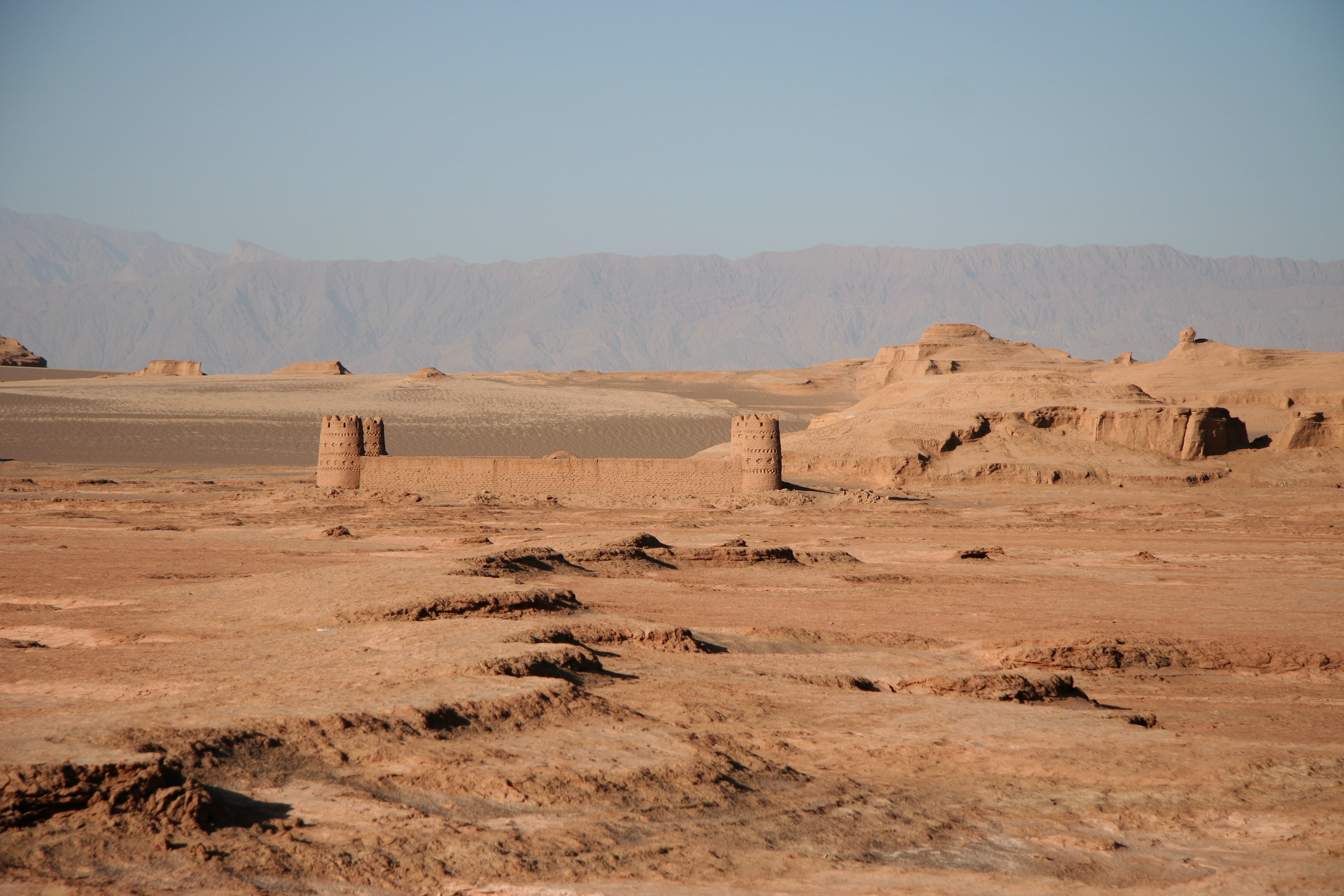
نمایی از کاروانسرا و قلعه در نزدیکی کلوت‌های شهداد
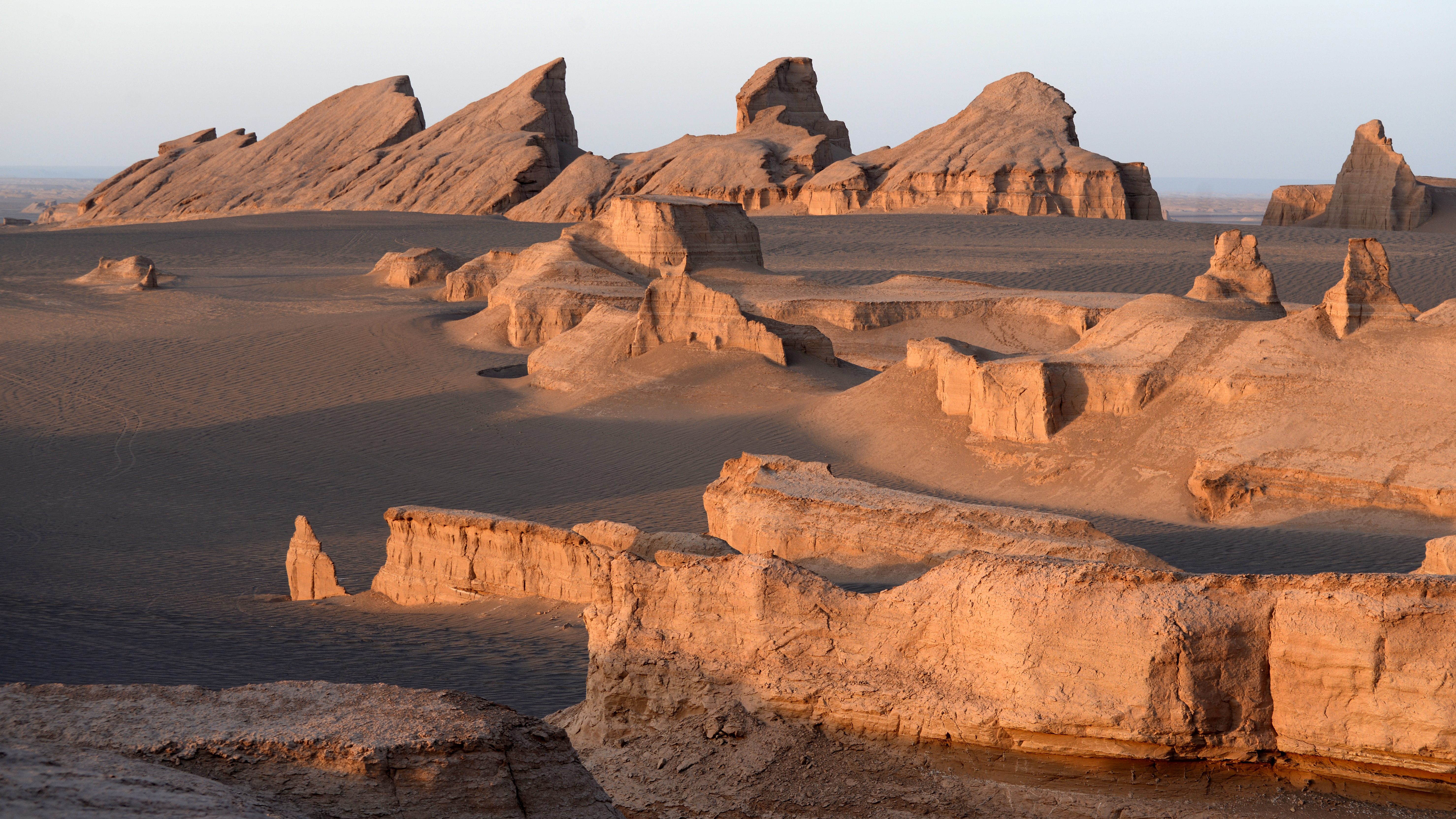
نمایی از کلوت‌های شهداد

محوطهٔ باستانی شهداد در حاشیهٔ غربی دشت لوت قرار دارد و فاصلهٔ آن تا شهر امروزی شهداد در حدود چهار کیلومتر است. قدیمی‌ترین بقایای فرهنگی در این منطقه به هزاره پنجم پیش از میلاد تعلق دارد.
بیابان لوت شهداد جاذبه‌های طبیعت گردی فراوانی دارد از جمله کلوت شهداد که اولین نقطه در بدو ورود به کویر و به‌شدت دیدنی است، و سایر جاذبه‌ها دره زبان مار، کوه ملک محمد، گندم بریان و ریگ یلان.

## بیابان لوت
بیابان لوت در بخش شهداد و ۱۰۰ کیلومتری مرکز استان کرمان قرار گرفته است. بیابان لوت لقب زیباترین و در عین حال گرمترین نقطه جهان را به خود نسبت داده است سرزمینی با پدیده‌ها و شگفتی‌های ناشناخته که می‌تواند پنجره ای نو به صنعت طبیعت گردی ایران بگشاید، در گذشته به اشتباه گفته می‌شد که در ۸۰ کیلومتری کویر شهداد منطقه ای به نام گندم بریان یا «ریگ سوخته» وجود دارد که در تابستان با دمای نزدیک به ۷۰ درجه سانتی گراد رکورد دار گرمترین نقطه جهان شده است، اما پس از بررسی دقیق مشخص شد که چاله مرکزی لوت که با طی ۷۵ کیلومتر در مسیر شهداد به سمت بیابان لوت می‌توان به آن رسید گرمترین نقطه جهان است که به دلیل نداشتن جاده و راه مشخص دستیابی به آن به سختی و تنها با همراهی تعداد معدودی که آشنا به مسیرها هستند امکان‌پذیر است. بعد از اعلام نظر کردوانی پدر کویرشناسی ایران و تأیید ناسا، پرچم ایران به عنوان گرمترین نقطه جهان در این منطقه برافراشته شد.

### دریاچه جوان شهداد

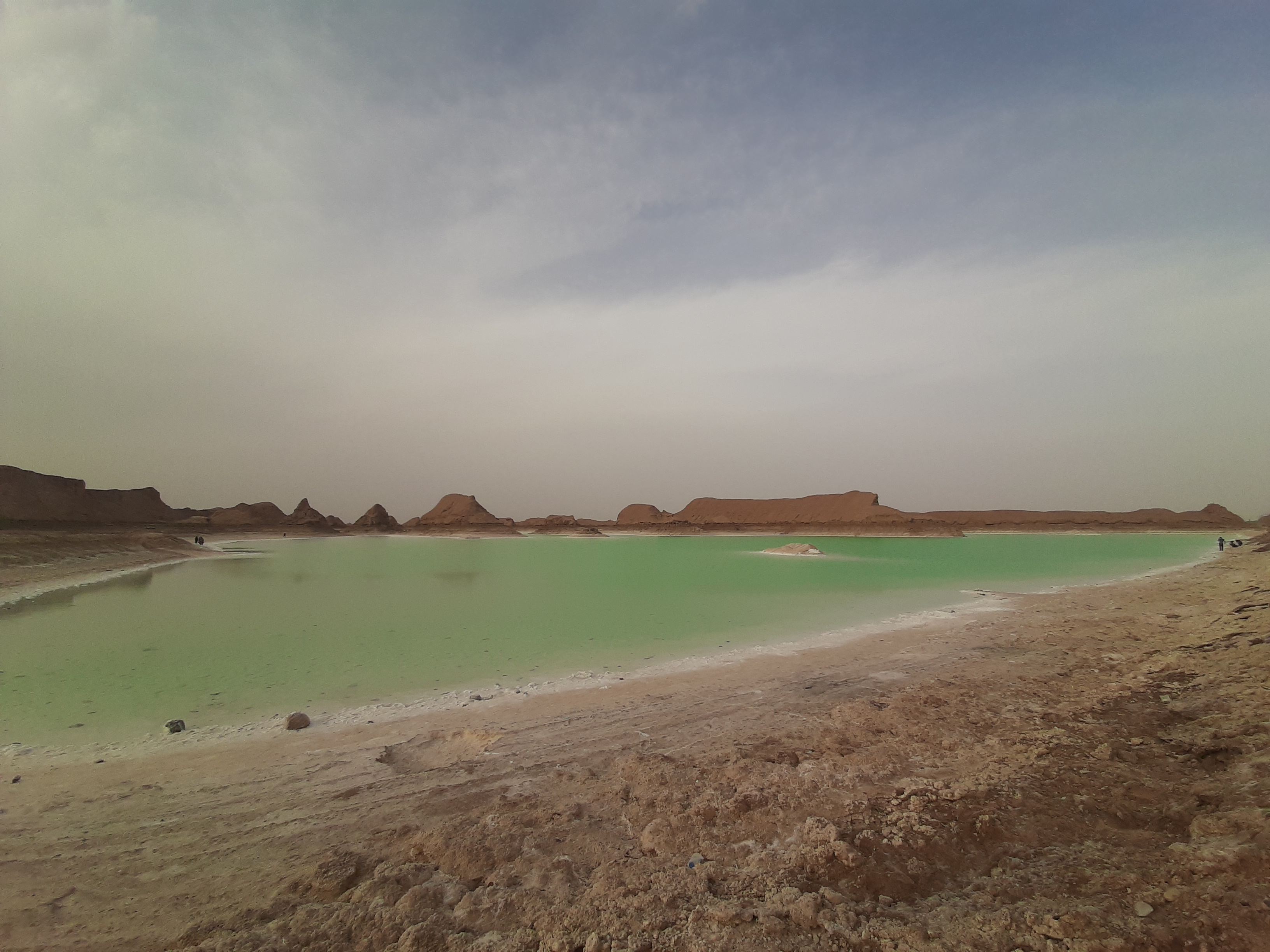
نمایی از دریاچه فصلی (جوان) لوت

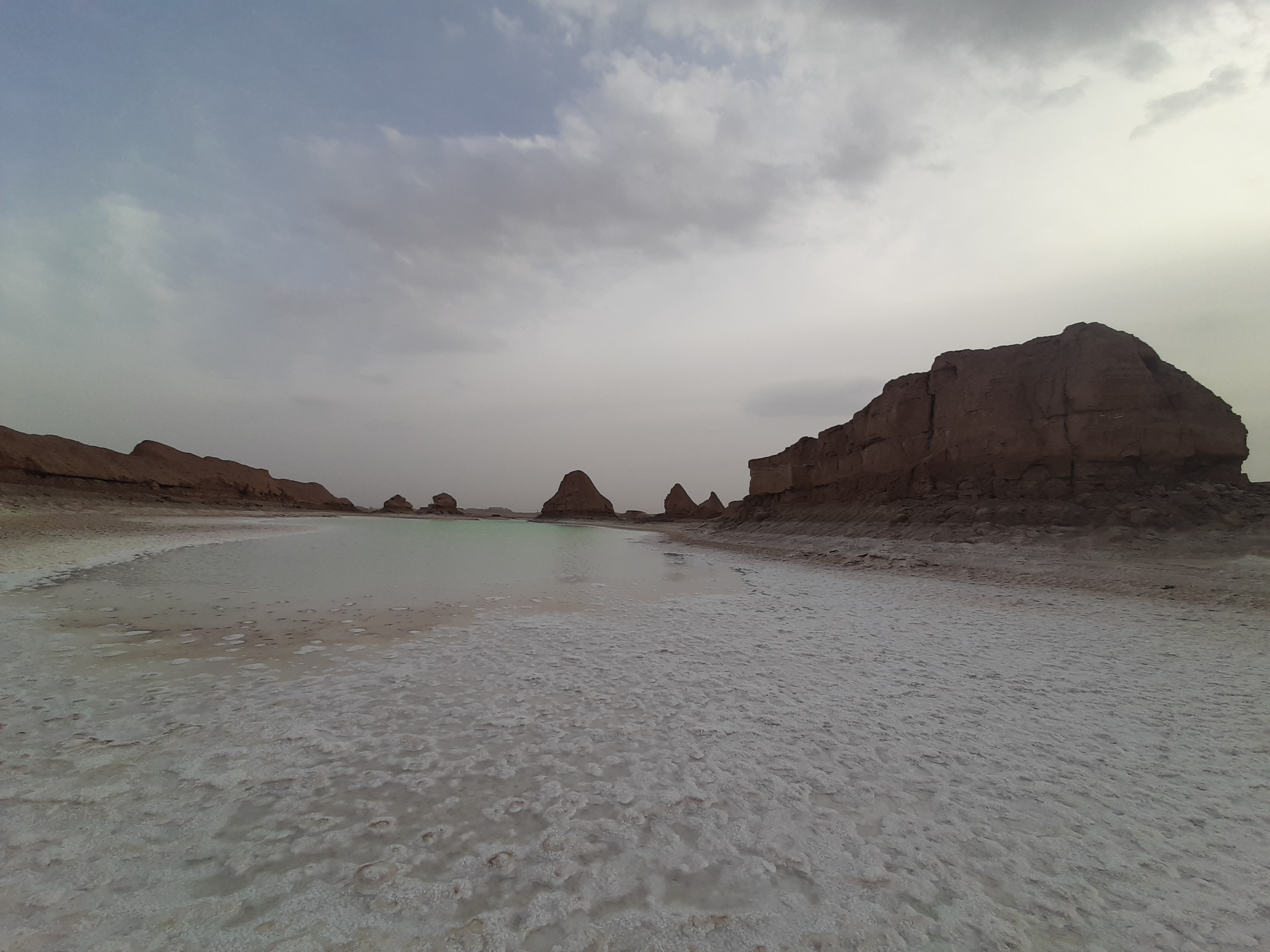
نمایی از دریاچه فصلی (جوان) لوت

دریاچه جوان یا دریاچه جوان شهداد همچنین دریاچه کلوت نیز مشهور است، یکی از جوان‌ترین دریاچه‌های ایران است. دریاچه جوان کرمان در میان کلوت‌های دشت لوت متولد شده است. این پدیده در دل این چنین کویری که حیات در آن به ندرت دیده می‌شود خود به تنهایی معجزه است. این دریاچه طبیعی در اثر طغیان رودخانه شور که از ارتفاعات استان خراسان جنوبی سرچشمه می‌گیرد و سیلابی که در بهار سال ۱۳۹۸ در استان کرمان رخ داد، ایجاد شد.
این سیلاب، جاده شهداد نهبندان را تخریب کرد. این بخشی از پیامدهای ناگوار این سیلاب بود. از منظری دیگر که به این سیلاب بنگریم خواهیم دید که در نتیجه آن، دریاچه‌ای بسیار زیبا در دل کویر لوت و کلوت شهداد پدیدار شد. پس از پیدایش این دریاچه، پرنده‌های مهاجر بسیاری به این منطقه جذب شده‌اند. پیدایش دریاچه جوان در میان کلوت‌ها، سبب ایجاد منظره و چشم‌اندازی بی‌نظیر در این منطقه شده است. در این مقاله، قصد داریم به معرفی دریاچه جوان کرمان، چگونگی پیدایش آن، پوشش گیاهی و جانوری اطراف آن و دسترسی به آن را بررسی کنیم. با ما همراه باشید.
عمر دریاچه جوان کرمان، کمی بیش از ۱ سال است. این دریاچه به عنوان پدیده‌ای طبیعی در مجاورت کلوت‌های زیبای کویری ایجاد شده است. گستردگی و پهنای دریاچه به طرز شگفت‌آوری بسیار زیاد است. این پهنا به‌قدری است که مسیر جاده‌ای شهداد به نهبندان را که ۴۰ کیلومتر بود، مسدود کرد. در سفر به کویر لوت و بازدید از دریاچه صحنه‌ای جالب از بقایای جاده خواهید دید. در اینجا شما شاهد تیرهای برقی خواهید بود که در میان آب این دریاچه جذاب قرار دارند. کلوت‌هایی که سر از آب دریاچه برآورده‌اند، مانند جزیره‌هایی بسیار زیبا هستند. بگونه‌ای که شاید نظیر آن را در پوسترها و تصاویر خیالی دیده باشید. پیدایش دریاچه، علاوه بر آبیاری لب تشنه کویر، این منطقه را تبدیل به یکی از بهترین جاذبه‌های طبیعی ایران کرده است. 
درحال حاضر دریاچه خشک می باشد ( تیر ماه 1404)
پدید آمدن دریاچه ای در مجاور گرم‌ترین نقطه جهان، کمی از معجزه ندارد.
دریاچه جوان در استان کرمان درست در میان کویر لوت و در جوار کلوت‌های استوار و سربرافراشته شهداد به‌وجود آمده است. گویی این دریاچه برای تکمیل زیبایی شهداد و گواه قدرت رود شور در دل کویر متولد شده است. همانگونه که می‌دانید کویر لوت کرمان، گرم‌ترین نقطه در جهان است. به تبعیت از این گرما حیات چندانی در این منطقه به چشم نمی‌خورد. پیدایش این دریاچه در این منطقه، احتمالاً باعث ایجاد تغییراتی در آب و هوای کویر خواهد شد. به بیانی دیگر این تغییرات به شکل زنجیروار سبب تغییر و به‌وجود آمدن اکوسیستمی جدید در این قسمت از کویر شود. در حال حاضر، دریاچه، بسیار گسترده شده است. لازم است ذکر شود نام گذاری این دریاچه توسط کوهسار فعال گردشگری و اهل رسانه استان کرمان انجام شده است.
البته به مرور زمان این دریاچه در حال خشک شدن است اما در اوائل که پر از آب بود حتی قایق‌رانی تفریحی هم در آن انجام می‌شد. اما این دریاچه دیگر می‌شود گفت ناپدید شده است زیرا دو سال پس از تشکیل آن به دلیل خشکسالی و هوای گرم تبدیل به نمکزار شده در حال حاضر!
مطلب قابل ذکر برای گردشگرانی که با منطقه آشنا نیستند دریاچه لوت شهداد که در اثر سیل سال ۹۸ به‌وجود آمده بود. و اکنون کاملاً خشک شده است و دقیقاً ۱۵ دقیقه از کلوت‌های شهداد فاصله دارد. منظور از این مسافت محل عمومی که عموم مردم در ابتدای کلوت مستقر هستند. و به منطقه سبز شهرت دارد.